# چنار کهنسال سیردان

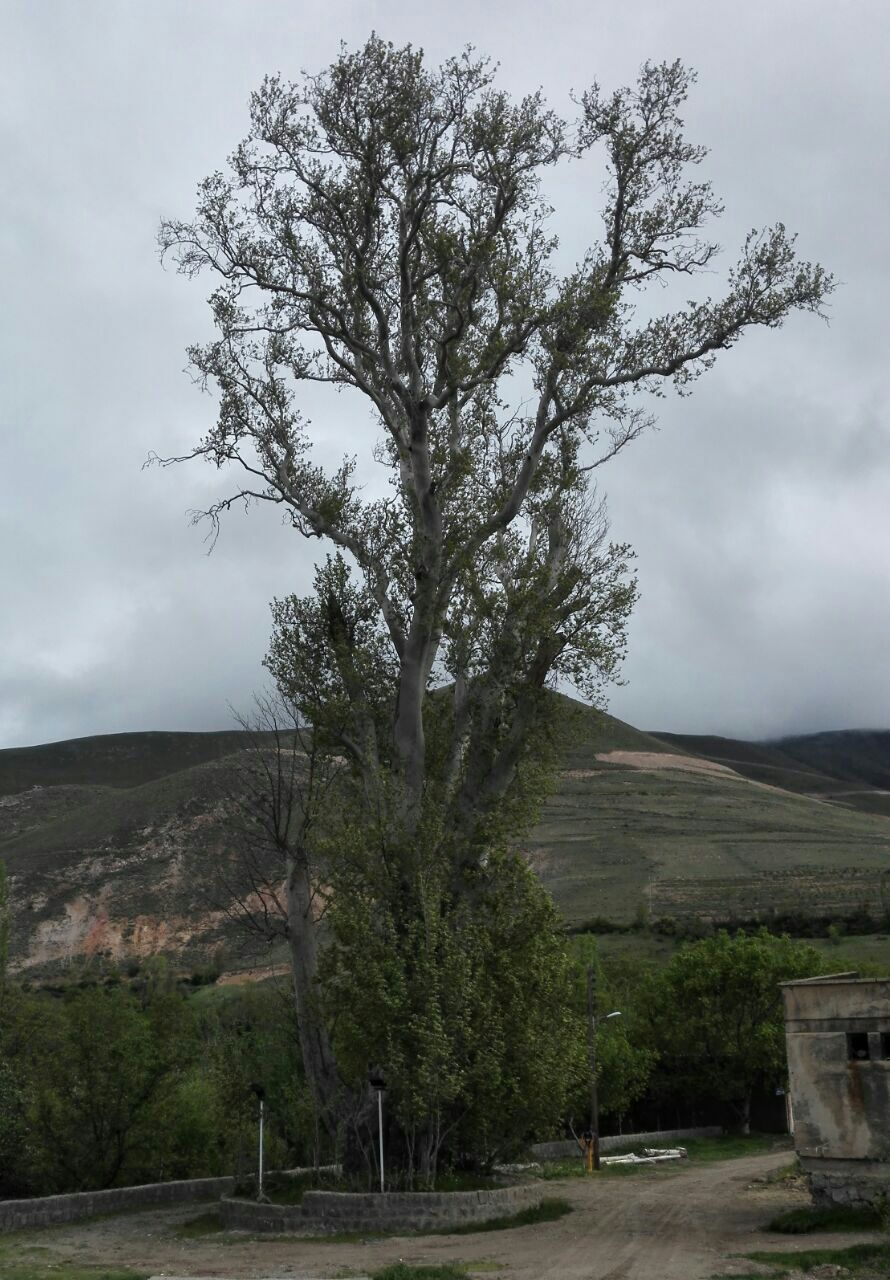
درخت چنار کهنسال سیردان

چنار کهنسال سیردان درختی در شهر سیردان و بخش طارم سفلی استان قزوین است. این درخت کهنسال در منتهی‌الیه شرقی شهر و در مجاورت باغات سنتی سیردان واقع گردیده است. این چنار کهنسال در تاریخ ۹۳/۸/۲۸ با عنوان «درخت چنار کهنسال سیردان» و به شماره ۲۰۷ در فهرست آثار طبیعی ملی کشور به ثبت رسید. قدمت این میراث ملی حدود ۵۰۰ سال تخمین زده شده ولیکن مردم محلی قدمت آن را بسیار بیشتر و حدود هزار سال می‌دانند. این درخت کهنسال تنها اثر تاریخی شهر سیردان است که به ثبت ملی رسیده است لذا از این جهت حائز اهمیت بسیار است.

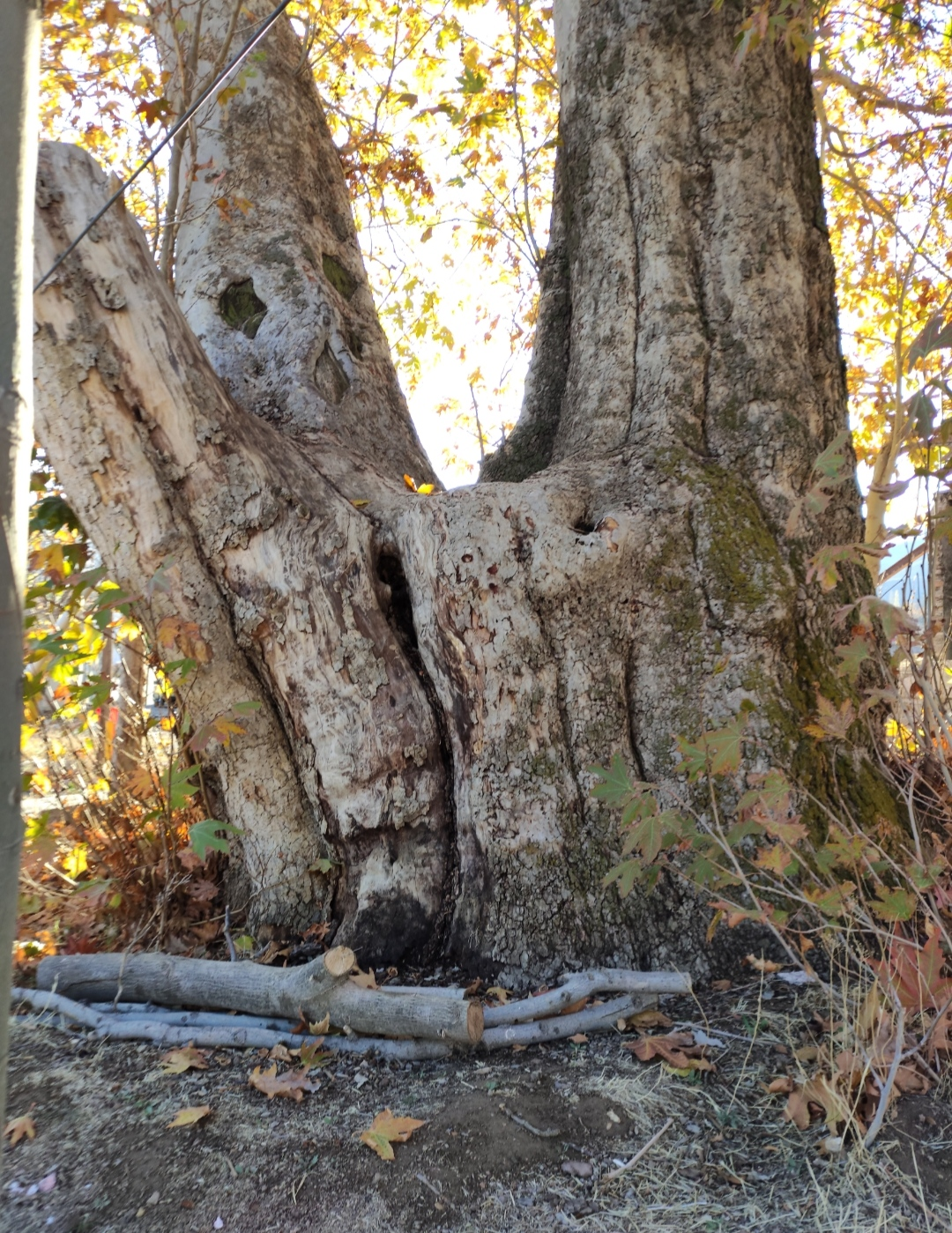
درخت چنار کهنسال سیردان

| میانگین قطر برابر سینه تنه | ۳۳۸ سانتی‌متر  |
| محیط تنه                   | ۱۰۶۰ سانتی‌متر |
| دو قطر عمود تاج پوششی      | ۲۴٫۶×۲۵ متر   |
| ارتفاع درخت                | ۲۸٫۲ متر      |
| سن درخت                    | حدود ۵۰۰ سال  |